# Novellist (Pferd)
Novellist (* 10. März 2009) ist ein Englisches Vollblutpferd. Der braune Hengst wurde auf dem Union Gestüt in Eitorf von Monsun aus der Night Lagoon gezogen. Mit seinem Sieg in den King George VI and Queen Elizabeth Stakes sorgte Novellist nur ein Jahr nach Danedream für einen weiteren deutschen Sieg in diesem nach dem Prix de l’Arc de Triomphe wichtigsten europäischen Galopprennen.
Novellist entstammt der berühmten Erlenhofer N-Linie. Seine Urgroßmutter Narola, die mit Nostro Amico selber noch einen Starter im Deutschen Derby 2012 hatte, wurde noch von der Gräfin von Batthyány gezogen. Die Mutter Night Lagoon ist die Halbschwester des Derby-Zweiten von 2005, Night Tango, und war selbst ein auf der Rennbahn erfolgreiches Pferd. Mit Siegen unter anderem im Preis der Winterkönigin (Gruppe III) brachte sie es immerhin zu einem GAG von 92,5. Night Lagoon wurde von 2006 bis 2008 dreimal hintereinander vom deutschen Spitzenvererber Monsun gedeckt, aber außer Novellist konnte keiner ihrer Nachkommen auf der Rennbahn eine über besseres Mittelmaß hinausgehende Leistung erbringen. 
Bereits zweijährig empfahl sich Novellist mit einem überlegenen Debütsieg in Düsseldorf für das Deutsche Derby 2012. Mit überlegenen 6 bzw. 5 Längen Siegen beim Metzler-Preis in Frankfurt (Gruppe III) und dem Union-Rennen in Köln (Gruppe II) avancierte er dreijährig schließlich zum haushohen 17:10-Favoriten für dieses Rennen. Im Derby selbst unterlag er aber knapp dem krassen 321:10-Außenseiter Pastorius, der sich danach selbst als hervorragendes Rennpferd etablieren und Novellist im Großen Preis von Baden 2012 ein weiteres Mal hinter sich lassen konnte. Mit einem Sieg im Gran Premio Del Jockey Club Italiano in Mailand (Gruppe I) konnte Novellist das Jahr 2012 dann aber doch noch versöhnlich abschließen. 
Das Jahr 2013 begann Novellist mit einem Start beim Großen Preis der Badischen Unternehmer (Gruppe II) im Rahmen des Baden Badener Frühjahrmeetings. Er konnte sich dabei nur sehr knapp gegen Waldpark, den Derby-Sieger des Jahres 2011, durchsetzen, musste dabei allerdings 3 kg mehr tragen als sein Konkurrent. In stark verbesserter Form zeigte sich Novellist dann beim mit 450.000 € dotierten Grand Prix de Saint-Cloud in Frankreich, wo er eine starke internationale Konkurrenz mit gut einer Länge Vorsprung abfertigte. Dieser Erfolg machte ihn zum Kofavoriten für die King George VI and Queen Elizabeth Stakes in Ascot, den Sommerhöhepunkt für Steher in Europa. Diese Favoritenstellungen konnte Novellist dann eindrucksvoll mit einem überlegenen 5 Längen Sieg bestätigen. Er verbesserte dabei auch den Bahnrekord um über 2 Sekunden. Novellist bewies damit auch, dass er nicht nur wie die meisten Monsun-Nachkommen auf weichem, sondern auch auf festem Boden Höchstleistung erbringen kann. Novellist konnte aufgrund einer Erkrankung nicht am Prix de l’Arc de Triomphe teilnehmen, für den er als Favorit galt.
Im Oktober 2013 wurde Novellist von seinem Züchter Christoph Berglar an die japanische Shadai Corp. Ltd. verkauft. Dort steht er den Züchtern für eine Decktaxe von 4.000.000 Yen, also etwa 30000 €, zur Verfügung. Anfang April 2014 wurde Novellist schließlich mit 49 % der Stimmen zum Galopper des Jahres 2013 gewählt. In der Zucht war Novellist bislang wenig erfolgreich. Trotz vieler Möglichkeiten hat Novellist bislang nur zwei Gruppe III Sieger, einen in Japan und einen in Australien, hervorgebracht. Als Folge dieser schwachen Bilanz hat mittlerweile auch die anfangs sehr hohe Bedeckungszahl stark abgenommen. Wenn nicht noch ein Wunder geschieht, muss Novellist als Versager in der Zucht bewertet werden.